# 京都府道663号掛津峰山線
京都府道663号掛津峰山線（きょうとふどう663ごう かけづみねやません）は、京都府京丹後市を通る一般府道である。

## 概要
京丹後市の網野町島津地区と峰山町丹波地区を連絡する。丹後広域農道と並走しており、何度か交差する。

### 路線データ
- 起点：京丹後市網野町掛津（三本松交差点、国道178号交点）
- 終点：京丹後市峰山町丹波（桜内交差点、国道482号交点）
- 総延長：8.5621 km[1]

## 歴史
本路線は、道路法（昭和27年法律第180号）第7条の規定に基づき、一般府道として1959年（昭和34年）に京都府が第1次認定した路線のひとつである。その後は起終点や経路の大幅な変更もなく現在に至る。

### 年表
- 1959年（昭和34年）12月18日 - 京都府が一般府道268号掛津峰山線として認定[2]。
- 1994年（平成6年）4月1日 - 京都府が路線番号を再編（路線認定の一部改正）し、府道663号に変更される[3]。

## 路線状況
両側2車線に整備が進む一方で、集落通過区間を中心に狭隘区間が残存する。

## 地理
起点の北西方向には、「鳴き砂」で著名な琴引浜がある。
かつては竹野郡網野町と中郡峰山町にまたがる路線であった。いわゆる平成の大合併により、2004年（平成16年）4月1日に京丹後市として合併したため、同市で完結する路線となった。

### 通過する自治体
- 京都府
  - 京丹後市

### 交差する道路
| 交差する道路            | 交差する場所 | 交差する場所        |
| ----------------------- | ------------ | ------------------- |
| 国道178号               | 網野町掛津   | 三本松交差点 / 起点 |
| 島津農道                | 網野町島津   |                     |
| 京都府道53号網野岩滝線  | 網野町島津   | 島津交差点          |
| 丹後広域農道 / 王国の道 | 峰山町橋木   | 橋木塩焼交差点      |
| 京都府道664号橋木鳥取線 | 峰山町橋木   | 橋木交差点          |
| 丹後広域農道 / 王国の道 | 峰山町丹波   |                     |
| 国道482号               | 峰山町丹波   | 桜内交差点 / 終点   |

### 沿線
官公庁・公共施設
- 京都府丹後広域振興局峰山庁舎
- 京都府丹後広域振興局丹後保健所
- 京丹後市消防本部峰山消防署

教育
- 京丹後市立島津小学校
- 京丹後市立丹波小学校

鉄道
- 北近畿タンゴ鉄道宮津線 峰山駅

金融機関・郵便局
- 網野島津郵便局

余暇・観光
- 琴引浜
- 鳴き砂温泉
- 琴引浜鳴き砂文化館